# Sint-Lambertuskerk (Parike)

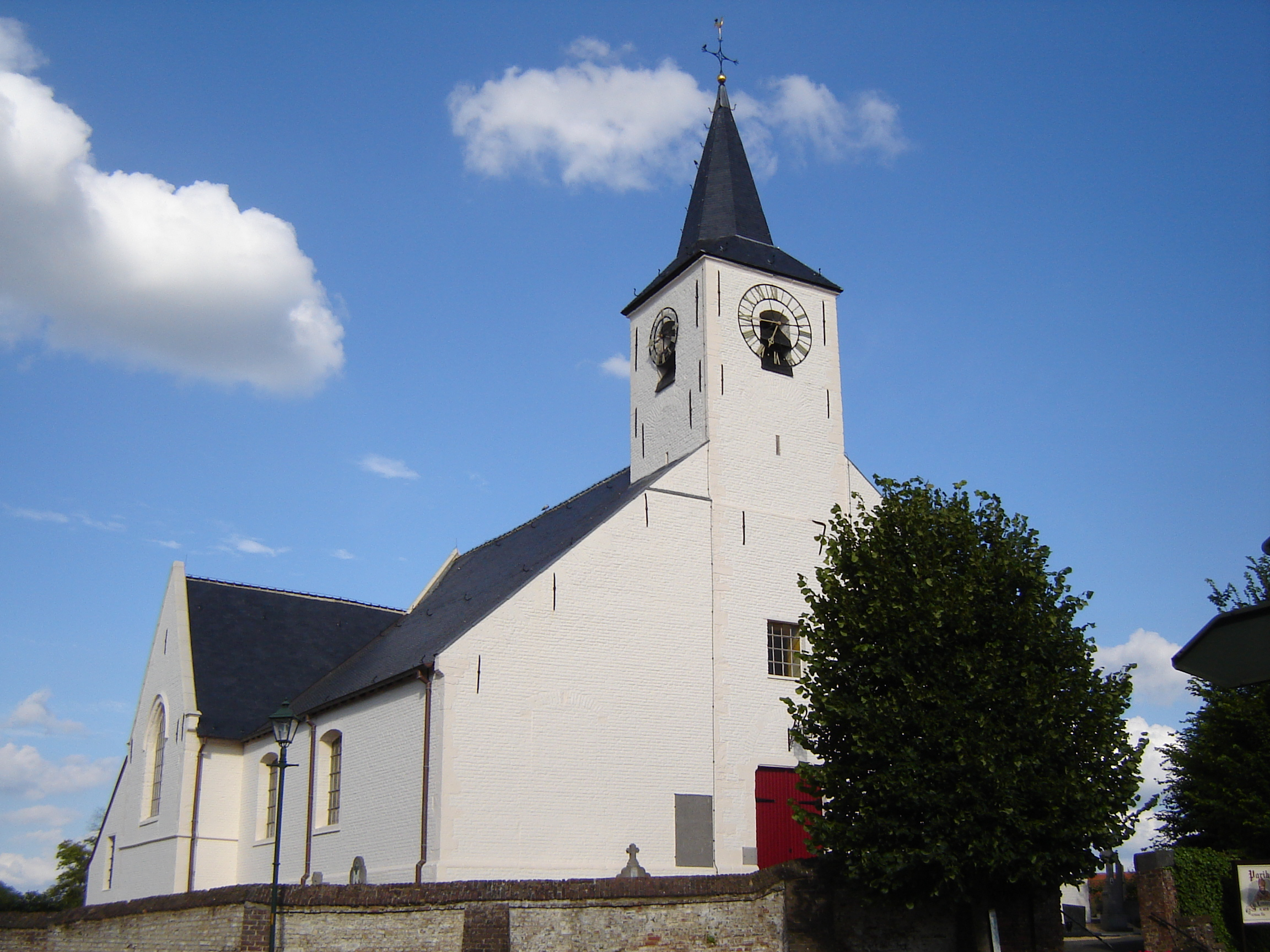
Sint-Lambertuskerk

De Sint-Lambertuskerk is de parochiekerk van de tot de Oost-Vlaamse gemeente Brakel behorende plaats Parike, gelegen aan de Steenweg 39.

## Geschiedenis
Vermoedelijk in de 16e eeuw stond er een grotendeels gotisch kerkgebouw waarvan de voorgeschiedenis niet bekend is. Het koor en het transept uit die periode zijn behouden gebleven.
In 1589 werd de kerk, tijdens de godsdiensttwisten, zwaar beschadigd en in 1603 brak er brand uit in de toren. In 1605 was de kerk weer hersteld en in 1639 werd herstelwerk aan de toren uitgevoerd.
Omstreeks 1751-1768 werd de kerk vergroot tot een driebeukig kerkgebouw.

## Gebouw
Het betreft een driebeukig kruiskerkje met kleine, ingebouwde westtoren. Het gotisch transept springt licht uit omdat er beuken werden bijgebouwd. Het betreft een sober kerkje dat gebouwd is in baksteen met zandstenen sierelementen. Het kerkje is gewit. De kerk heeft vensters.

## Interieur
Het interieur is classicistisch vormgegeven. De middenbeuk is overkluisd door een tongewelf.
De kerk bezit een altaarstuk: de tenhemelopneming van Maria, toegeschreven aan Gaspar de Crayer (1e helft 17e eeuw). Er is een 17e-eeuws Sint-Lambertusbeeld in gepolychromeerd hout. Uit 1750 is een Mariabeeld.
Het hoofdaltaar is een 18e-eeuws portiekaltaar. Uit dezelfde tijd zijn de zijaltaren, de lambrisering, de biechtstoelen, de preekstoel en het doopvont. Het Van Peteghem-orgel, vervaardigd door Pierre-Charles II van Peteghem.